# Mörttjärnen (Gunnilbo socken, Västmanland)
Mörttjärnen är en sjö i Skinnskattebergs kommun i Västmanland och ingår i Norrströms huvudavrinningsområde. Sjön är 2,5 meter djup, har en yta på 0,01 kvadratkilometer och befinner sig 96 meter över havet.